# سترينغوزي
سترينغوزي (Stringozzi) أو سترانغوزي (Strangozzi) هي إحدى أبرز أنواع المعكرونة الإيطالية المُنتجة في منطقة أومبريا. وهي عبارة عن نودلز طويلة ذات قطع عرضي مستطيل وتصنع يدوياً، وعموما خدم مع فطر الترفل الأسود، مع لحوم بصلصحة الراغو أو الطماطم. اسم المعكرونة مستمد من الشبه مع أربطة الحذاء، حيث أن كلمة خيوط أو أربطة بالإيطالية هي سترينغه (stringhe).